# 三重県道714号村松明野停車場線

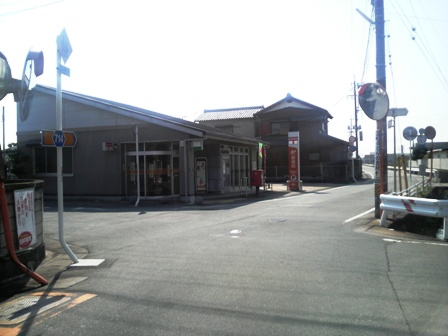
起点（2008年10月19日撮影）
起点にある交差点、奥に伸びるのが県道714号、手前を左右に走るのが県道60号

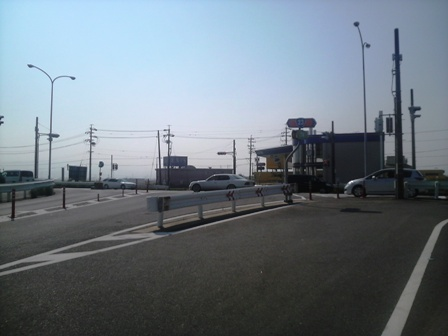
村松町4交差点（2008年10月19日撮影）
国道23号との交差点、村松町側から見る

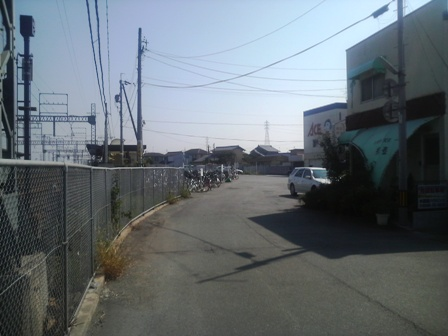
終点（2008年10月19日撮影）
近鉄山田線 明野駅前

三重県道714号村松明野停車場線（みえけんどう714ごう むらまつあけのていしゃじょうせん）は、三重県伊勢市内を走る一般県道である。

## 概要

### 路線データ
- 起点：三重県道60号伊勢松阪線との交点（伊勢市村松町）北緯34度32分58.3秒 東経136度40分59.9秒 / 北緯34.549528度 東経136.683306度
- 終点：明野停車場（伊勢市小俣町明野）北緯34度31分16.9秒 東経136度40分6.1秒 / 北緯34.521361度 東経136.668361度
- 総延長：3.686 km（路線認定調書 平成19年4月1日現在）

## 沿革
- 1959年
  - 1月25日 - 県道村松明野停車場線（県道番号714）として路線認定される。
  - 5月8日 - 道路の区域が「伊勢市村松町から度会郡小俣町明野（現・伊勢市小俣町明野）まで」に決定する。（総延長3.76km）
  - 5月19日 - 道路の供用を開始する。

## 路線状況

### 重複区間
- 三重県道713号東大淀小俣線 近鉄山田線との踏切付近（伊勢市小俣町明野）

## 地理

### 通過する自治体
- 三重県
  - 伊勢市

### 接続する道路
- 三重県道60号伊勢松阪線
- 国道23号 - 村松町4交差点
- 三重県道713号東大淀小俣線

### 周辺
- 伊勢北浜郵便局
- 北浜スポーツグラウンド
- 陸上自衛隊 明野駐屯地（航空学校）
- 三重県立明野高等学校